# Олех Тяхнибок
Олѐх Яросла̀вович Тяхнибо̀к (на украински: Оле́г Яросла́вович Тягнибо́к) е украински политик, бивш член на Върховната Рада. Лидер на Всеукраинско обединение „Свобода“. Преди това е член на Лвовския областен съвет в продължение на няколко мандата. Професионален лекар. Тяхнибок е роден в семейството на спортния лекар Ярослав Тягхнибок и фармацевта Уляна Цегелска, която като малка е депортирана заедно със семейството си в Сибир.

## Политически позиции
Олех Тяхнибок счита Русия за най-голямата заплаха за Украйна. Още през 2008 г. обвинява президента на Русия Медведев във „водене на война срещу Украйна по много фронтове – в информационната сфера и дипломатическия сектор, в енергийната търговия и в целия свят на международния пиар“.
Той е про-НАТО и критичен спрямо Европейския съюз, но подкрепя Европа на свободните нации. Според социологическите проучвания тези възгледи го поставят в неразбирателство с мнозинството от украинците. Тяхнибок също така иска Крим да бъде лишен от автономния си статут, както и да премахне специалния статут на Севастопол.
Тяхнибок иска да бъде въведена графа „Националност“ в украинския паспорт, визов режим с Русия и преминаване на тест по украински език преди постъпване на работа в държавната администрация.
Освен това, Тяхнибок иска да възстанови ядрените мощности на Украйна. Той изказва убеждение, че това би спряло „Руската виртуална война с Украйна“.
Има жена Олха, три деца – Дарина, Ярина и Хордий.